# 石田一鼎
石田 一鼎（いしだ いってい、寛永6年（1629年） - 元禄6年12月21日（1694年1月16日））は、江戸時代の武士、佐賀藩士。名は宣之、通称は安左衛門。儒教・仏教の造詣深く当時佐賀藩第一の碩学とうたわれ、佐賀藩武士道の開祖とされる人物。『葉隠』の口述者山本常朝の師でもあり、常朝、湛然和尚、田代陣基などと共に「葉隠の四哲」の一人に数えられている。

## 略歴
寛永6年（1629年）多布施の石田家に生まれた。幼名は兵三郎。15、6歳のころ仏教・儒教の書を広く閲読し、佐賀藩第一の学者と言われ、17歳の頃には鍋島藩初代藩主鍋島勝茂に『大学』を講義をするほどであった。勝茂の近侍を勤め、勝茂の死後はその遺命によって2代藩主光茂の相談役として輔佐の任に当たった。
寛文2年（1662年）33歳の時、私利に走る一老臣を列座の中で罵ったことから光茂の怒りを受け、小城藩主鍋島直能に預けられ、松浦郡山代郷（伊万里市山代町）に流された。寛文9年（1669年）に許されて佐賀に帰ったが、間もなく川上村平野（佐賀市大和町平野）に行き、後、梅野（佐賀市大和町梅野）の下田に移り閑居した。
延宝5年（1677年）48歳で髪を下し一鼎と改め、下田処士、願溪愚璞と号した。
元禄6年12月21日（1694年1月16日）年64歳で死去。墓所は下田と佐賀市与賀町精水月庵。墓石には「梅山一鼎処士、圓室貞因大姉」と刻まれた。
大正4年（1915年）11月10日大正天皇の即位の御大札に当たり、佐賀藩武士道の興隆に尽くした功を追賞されて正五位を贈られた。

## 閑居
下田での一鼎の生活は単なる閑居の悠々自適ではなく、忍苦の毎日であり厳しい修行であった。
ある日弟子が台所に行くと釜の中には蜘妹が巣をはっていたので不審に思い、更に夜具もないのを怪しんでいると、「怪しむなかれ、ここは山中だ。果実もあれば野菜もある、釜を用いる要なし。夜具としては茅類が簇生しているので蒲団の要を見ず」といった。又弟子の下村三郎兵衛にも「寝られぬ時には寝ず、寝られる時に寝る、食われぬ時には食わず、食われる時に食う」といっている。「永々の浪人にて、酒などもまいるまじく」と尋ねたら一鼎は「山中にて見たこともなし。それよりは飯もなし、麦・そば・ひえなどを釜に入れ置き、望みの時に食べ申し候。汁も食べたことなし」と答えたという。
一鼎を慕い閑居を訪れて教えを乞う者もあり、その中には後に『葉隠』を口述する山本常朝もいた。下田での閑居の中で一鼎は『武士道要鑑抄』を著した。その内容は『葉隠』の先駆を為すものであった。

## 思想
彼の著した『武士道要鑑抄』の中には「士の意地（面目）を失はしむるは皆敵なり。その敵には六種あり。一には睡眠、二には酒食、三には好色、四には利慾、五には高貴、六には功名。この六種は外の敵なれば防ぎ易し。外の敵を見る時内の敵起り、内の敵起る時誓願の剣をもってこれを断てば、内の敵起ることなし。内外敵なくして主人の御用に立つことが出来る。」とある。
山本常朝に対し「よき事をするとは何事ぞというに、一口にいえば苦痛さこらふる事なり、苦をこらえぬは皆悪しきなり。」と戒めたという。また、「上長を敬うのは礼であって、その礼を守らないのは道に外れる」とか、「世の中には頭の働きの早くない人もある。その人が埒があかぬといってあせり、横からその仕事に手出して裁こうとするのは必ず外れる。なぜならば人が立てた計画の中で他の者が自在に働けるものでないからである。」といった言葉も残している。
これらの言葉や思想は、『葉隠』などと共に佐賀藩武士道の源となった。